# Имею скафандр — готов путешествовать
«Имею скафандр — готов путешествовать» (англ. Have Space Suit—Will Travel, в некоторых переводах «Будет скафандр — будут и путешествия») — научно-фантастический роман Роберта Хайнлайна для детей и подростков, первоначально вышедший серией произведений в журнале Fantasy & Science Fiction (август, сентябрь, октябрь 1958 года) и напечатанный издательством Charles Scribner's Sons в твёрдом переплёте в 1958 году, последним в серии Heinlein juveniles.
Для привнесения реализма в произведение Хайнлайн использовал свой инженерный опыт, так как во время Второй мировой войны он работал гражданским инженером по аэронавтике в лаборатории, разрабатывая скафандры для использования на больших высотах.
Название романа содержит аллюзию на популярное американское телешоу в жанре вестерна «Have Gun – Will Travel», которое, в свою очередь, содержит отсылку на распространённую в начале XX века фразу театральной рекламы — «Have tux, will travel» (вместо «скафандра» здесь соответственно револьвер и смокинг).
В 1959 году роман номинировался на премию Хьюго. В 1961 роман получил специальную «Книжную премию детей Секвойи».

## Описание сюжета
Главный герой Клиффорд «Кип» Рассел мечтает побывать на Луне и ищет для этого возможности. Наиболее вероятной из них представляется победа в конкурсе рекламных слоганов, проводимом компанией-производителем мыла, в котором такое путешествие является первым призом. Кип подходит к задаче со всей тщательностью и в итоге отправляет на конкурс 5782 разных лозунга. Настойчивость Клиффорда приносит плоды: один из них признан победителем — вот только Кип был не первым, приславшим его, и поэтому получает всего лишь утешительный приз — старый, но самый настоящий скафандр, использовавшийся при монтаже орбитальной станции. Кип приводит скафандр в рабочее состояние и уже было решает продать его — но во время «прощальной» прогулки в скафандре по окрестностям Клиффорд случайно принимает радиовызов на космической волне, и его принимает на борт корабль инопланетян. Оказывается, что злобные и технически развитые пришельцы — «черволицые» — базируясь на Плутоне и Луне, готовят план колонизации Земли, в ходе реализации которого похищают дочь одного из крупнейших учёных-систематиков (по прозвищу «Крошка»), рассчитывая добраться и до него самого. Не по годам развитая девочка при помощи Мэмми — другого инопланетного существа-наблюдателя — похищает корабль пришельцев и пытается вернуться домой, но приземляется на пеленг Кипа, ошибочно считая, что её вызывают спасатели.
После этого их берут в плен, отправляют сначала на Луну — где им также чуть было не удаётся сбежать из заключения, а затем на Плутон. На новой базе Мэмми удаётся собрать аварийный маяк и взрывное устройство, при помощи которого ей удаётся частично разрушить базу — но активировать маяк она не успевает, и сделать это приходится Кипу. На сигнал маяка прибывают однопланетяне Мэмми. Героев эвакуируют на одну из планет Веги, а после полного восстановления здоровья Кипа их перевозят на планету Галактического Содружества. Здесь им предстоит пережить судебные процессы в отношении целых рас — материнскую планету черволицых выбрасывают из пространства, а подростки в качестве единственных представителей защищают право человеческой цивилизации на существование. В их поддержку выступает и пара галактических рас.
После решения, принятого в их пользу, Кипа и Крошку с инновационными научными сведениями возвращают на Землю. Там они проводят некоторое время у отца Крошки, встречаясь с первыми лицами США, а затем Кип автобусом возвращается домой. Его родители уже знают о его путешествии и, как оказывается, его отец — учёный, не менее известный, чем те, с которыми Кип недавно общался. В результате своих путешествий Кип решает стать космическим инженером.

## Темы
Подобно другим произведениям Хайнлайна для подростков, в «Будет скафандр — будут и путешествия» хорошо выстроено приключенческое повествование, но по сравнению с многими из них здесь имеется более философский подход, рассматривающий и благородных и неблагородных представителей человеческой расы, включающей персонажи людей, инопланетян и даже пещерного человека. Тема «Что такое человек?» также рассматривается в другом произведении, «Звёздный зверь», но тон повествования там более комический и иронический, тогда как в данном романе повествование более героическое, а порой и трагичное.
Другая тема, знакомая по романам Хайнлайна и направленная на подростков, — это то, что начинаются большие путешествия, но нужно сделать шаг к ним. Так, Кип хочет на Луну «прямо сейчас», но он учится, что удача может выпасть, если закладывать под это основу, и чем больше готовиться, тем лучше.
История во многом относится к воспитательной и совпадает с социальной зрелостью Кипа. В начале романа Кип является одиночкой с несколькими ближайшими друзьями, но никто ему не помогает с Оскаром. К концу романа Кип не только отождествляется с человеческой расой, защищая её на суде, но и проявляет здравый смысл, чтобы противопоставить себя хулигану в баре и выплёскивает ему в лицо молочный коктейль.
Как и в ряде других произведений Хайнлайна, «Скафандр» имеет неожиданную развязку, когда значительно превосходящие всех существа или раса существ появляется и всё улаживает, спасая людей от казалось бы неминуемой смерти, а человечество от неизбежной угрозы. Интересно упомянутое в романе предположение, что само человечество является затерявшимся ответвлением Древней расы, которая стала прародительницей основных цивилизаций галактического содружества, охраняющего людей от инопланетян.

## Наследие
В феврале 2006 года с МКС был запущен искусственный спутник Земли для любительской радиосвязи, названный SuitSat. Это был старый скафандр с радиопередатчиком внутри.

## Киноадаптация
В 2010 году было объявлено, что сценарист «Стар Трека» написал сценарий для потенциальной киноадаптации и предоставляет права на потенциальный фильм. Картина ожидалась к выходу в 2013 году, однако по состоянию на начало 2014 года фильм указан как находящийся в производстве.

## Издания

### Наанглийском языке
| Дата           | Издательство                        | Выпуск                                           | ISBN               |
| -------------- | ----------------------------------- | ------------------------------------------------ | ------------------ |
| 1958           | Charles Scribner's Sons             | твёрдый переплёт                                 |                    |
| 1970           | Ace Books                           | мягкий переплёт                                  |                    |
| 1971           | New England Library                 | мягкий переплёт                                  | ISBN 0-450-00729-4 |
| 1977           | Ballantine                          | мягкий переплёт                                  | ISBN 0-345-26071-6 |
| 1 мая 1977     | MacMillan Publishing Company        | твёрдый переплёт                                 | ISBN 0-684-14857-9 |
| 12 июля 1981   | Del Rey                             | мягкий переплёт                                  | ISBN 0-345-30103-X |
| 12 мая 1985    | Del Rey                             | мягкий переплёт, 256 страниц                     | ISBN 0-345-32441-2 |
| 1 июля 1987    | Hodder & Stoughton General Division | мягкий переплёт                                  | ISBN 0-450-00729-4 |
| 1 июня 1994    | Buccaneer Books                     | твёрдый переплёт                                 | ISBN 1-56849-288-X |
| 1 октября 1999 | Sagebrush                           | обязательный библиотечный экземпляр              | ISBN 0-613-13639-X |
| июль 2003      | Del Rey Books                       | твёрдый переплёт                                 | ISBN 0-613-94907-2 |
| 29 июля 2003   | Del Rey                             | мягкий переплёт, 240 страниц                     | ISBN 0-345-46107-X |
| 1 декабря 2003 |                                     | полная аудипостановка, кассетная аудиокнига      | ISBN 1-932076-39-5 |
| 1 декабря 2003 |                                     | полная аудипостановка, кассетная аудиокнига      | ISBN 1-932076-40-9 |
| 1 декабря 2003 |                                     | полная аудипостановка, аудиокнига на CD          | ISBN 1-932076-41-7 |
| 8 февраля 2005 |                                     | карманное издание, мягкий переплёт, 256 страниц, | ISBN 1-4165-0549-0 |

### Нарусском языке
| Год  | Издательство                             | Перевод                 | Серия                                              | Тип обложки            | Страниц | ISBN               | Примечания |
| ---- | ---------------------------------------- | ----------------------- | -------------------------------------------------- | ---------------------- | ------- | ------------------ | --- |
| 1990 | Книжный дом                              | Ю. Зарахович            | Англо-американская фантастика XX века.             | мягкая                 | 224     | ISBN 5-85242-005-0 | Вышла под названием «Имею скафандр — готов путешествовать» |
| 1991 | ИР, Кавказская библиотека                | Ю. Зарахович            |                                                    | мягкая                 | 208     | ISBN 5-7534-0396-4 | |
| 1992 | Полярис                                  | Ю. Зарахович            | Миры Роберта Хайнлайна                             | твёрдая                | 496     | ISBN 5-88132-012-3 | Также в книге: · Звёздный зверь (роман, перевод И. Полоцка) |
| 1992 | Эридан                                   | Ю. Зарахович            | Фантакрим-extra: фантастика, приключения, детектив | твёрдая                | 368     | ISBN 5-85872-126-5 | Также в книге: · Звездный зверь (роман, перевод И. Полоцка) · И. Толоконников. Роберт Энсон Хайнлайн (VII.1907 — V.1988) (послесловие)                                                            |
| 1993 | Око                                      | Ю. Зарахович            | Библиотека фантастики                              | твёрдая + суперобложка | 528     | ISBN 5-7098-0039-2 | Также в книге: · Туннель в небе (роман, перевод А. Корженевского) · Марсианка Подкейн (роман, перевод С. Барсова, М. Муравьёва)                                                                   |
| 1997 | Азбука-Терра                             | Ю. Зарахович            | Современная фантастика                             | твёрдая                | 575     | ISBN 5-7684-0366-3 | Также в книге: · Время для звезд (роман, перевод В. П. Ковалевского, Н. П. Штуцер) |
| 1997 | Детская литература (Сибирское отделение) | Ю. Зарахович            | Библиотека приключений и фантастики                | твёрдая                | 464     | ISBN 5-08-007715-8 | Также в книге: · Туннель в небе (роман, перевод А. Корженевского) |
| 2003 | Эксмо, Terra Fantastica                  | Е. Беляева, А. Митюшкин | История будущего                                   | твёрдая                | 510     | ISBN 5-699-03693-8 | Также в книге: · Уолдо (повесть, перевод А. Щербакова) |
| 2006 | Эксмо                                    | Е. Беляева, А. Митюшкин | Фантастика & фэнтези: The Best of                  | мягкая                 | 317     | ISBN 5-699-16784-6 | |
| 2007 | Эксмо, Terra Fantastica                  | Е. Беляева, А. Митюшкин | Весь Хайнлайн                                      | твёрдая                | 923     | ISBN 5-699-19658-7 | Также в книге: · Время для звезд (роман, перевод В. П. Ковалевского, Н. П. Штуцер) · Гражданин галактики (роман, перевод А. Шарова, Р. Волошина) · Марсианка Подкейн (роман, перевод С. Ангелова) |

Обложку одного из французских изданий (Presses Pocket, 1978) иллюстрировал знаменитый художник научной фантастики Jean-Claude Mézières.